# Wang Min
Wang Min (chinesisch 王珉; * März 1950 in Huainan, Provinz Anhui) ist ein chinesischer Politiker der Kommunistischen Partei Chinas (KPCh), der unter anderem zwischen 2004 und 2006 Gouverneur von Jilin war.

## Leben
Wang Min, der zur Han-Volksgruppe gehört, begann nach dem Schulbesuch seine berufliche Laufbahn 1968 als Vierzehnjähriger und wurde 1985 als Mitglied in die Kommunistische Partei Chinas (KPCh) aufgenommen. Er war zwischen 1994 und 1996 erst Assistent des Gouverneurs der Provinz Jiangsu Zheng Silin sowie danach von 1996 bis 2002 Vize-Gouverneur dieser Provinz. Daraufhin war er von 2002 und 2004 Sekretär des Stadtparteikomitees von Suzhou und außerdem Mitglied des Ständigen Ausschusses des Parteikomitees der Provinz Jiangsu.
Daraufhin wechselte Wang in die Provinz Jilin und war zwischen 2004 und 2005 Vize-Gouverneur sowie als solcher vom 30. Oktober 2004 bis 29. Januar 2005 kommissarischer Gouverneur dieser Provinz. Am 29. Januar 2005 übernahm er von Hong Hu formell den Posten als Gouverneur von Jilin und hatte diesen bis Dezember 2006 inne, woraufhin Han Changfu seine Nachfolge antrat. In Personalunion war er zudem zwischen 2004 und 2006 stellvertretender Sekretär des Parteikomitees der Provinz Jilin und löste im Anschluss im Dezember 2006 Wang Yunkun als Sekretär des Parteikomitees der Provinz Jilin ab. Er hatte die Funktion als Parteisekretär bis zum 30. November 2009 inne und wurde daraufhin von Sun Zhengcai seine Nachfolge antrat. Auf dem 17. Parteitag der KPCh 2007 wurde er zudem Mitglied des Zentralkomitees der Kommunistischen Partei Chinas (ZK der KPCh) und in dieses Führungsgremium der Partei auf dem 18. Parteitag 2012 wiedergewählt. Er bekleidete ferner zwischen 2008 und 2009 den Posten als Vorsitzender des Volkskongresses der Provinz Jilin.
Am 30. November 2009 wurde Wang Min Nachfolger von Zhang Wenyue als Sekretär des Parteikomitees der Provinz Liaoning und verblieb in dieser Parteifunktion bis zum 4. Mai 2015, woraufhin Li Xi ihn ablöste. Zugleich fungierte er zwischen 2010 und 2016 als Vorsitzender des Ständigen Ausschusses des Volkskongresses von Liaoning, und damit Präsident des Parlaments dieser Provinz.
Am 4. März 2016 wurde gegen Wang Min von der Zentralen Disziplinarkommission der KPCh wegen „schwerwiegender Verstöße gegen die Disziplin“ ein Ermittlungsverfahren eingeleitet. Er wurde am 10. August 2016 wegen Pflichtverletzung, Fahrlässigkeit bei einem Stimmenkaufskandal, Verstoß gegen die von Xi Jinping am 8. Dezember 2012 vorgelegte Acht-Punkte-Verordnung und Bestechung aus der Kommunistischen Partei ausgeschlossen. Er soll zudem in gewisser Weise in die Fälle von Wang Yang und Su Hongzhang verwickelt gewesen sein. Am 4. August 2017 wurde Wang wegen der Annahme von Bestechungsgeldern im Wert von 146 Millionen Yuan, der Plünderung öffentlicher Gelder im Wert von 1 Million Yuan für den persönlichen Gebrauch und wegen Pflichtverletzung in Luoyang zu lebenslanger Haft verurteilt.